# Monaster Opieki Matki Bożej w Samokowie
Monaster Opieki Matki Bożej – prawosławny żeński monaster w Samokowie, w jurysdykcji metropolii sofijskiej Bułgarskiego Kościoła Prawosławnego. 

## Historia
W XVIII w. w Samokowie działało kilka placówek filialnych monasterów Athosu: Zografu, Iwironu i Chilandaru, jak również monasterów jerozolimskich. Żyjący w nich mnisi zajmowali się zbieraniem datków na swoje wspólnoty. Monaster został założony w 1772 jako żeńska wspólnota afiliowana przy klasztorze Chilandar. Pierwszą przełożoną niewielkiej wspólnoty była ihumenia Fotynia, która zarządzała nią do śmierci w 1844. Cerkiew monasterską zbudowano w latach 1837–1839, następnie wzniesiono przy niej zabudowania mieszkalne i gospodarcze. W II połowie XIX w. monaster szybko się rozwijał, pod koniec stulecia żyło w nim blisko sto mniszek. Reguła klasztorna została opracowana na podstawie tej, która obowiązywała w Monasterze Rilskim. Monaster był lokalnym centrum życia religijnego i oświaty. Od momentu założenia jest nieprzerwanie czynny. Na początku XXI w. żyło w nim pięć mniszek.

## Architektura
Cerkiew monasterska jest trójnawowa. Poszczególne nawy oddzielają od siebie rzędy kolumn. Do pomieszczenia ołtarzowego przylegają trzy absydy. Obiekt wzniesiony został w stylu typowym dla bułgarskiego odrodzenia narodowego, bliski jest budowlom powstającym w kręgu szkół drianowskiej, samokowskiej i trewneńskiej. Prawdopodobnie właśnie przedstawiciel tej ostatniej, Dimityr Sergiow, był autorem projektu świątyni. Z kolei autorzy ze szkoły samokowskiej wykonali ikonostas we wnętrzu obiektu i baldachim nad ołtarzem. 
Ikony we wnętrzu cerkwi monasterskiej napisał Dimityr Zograf, zaś Zachari Zograf wykonał w przedsionku freski przedstawiające Opiekę Matki Bożej. Ikony w ikonostasie są najprawdopodobniej dziełem Christa Dimitrowa, ikonografa z Samokowa. Autorzy samokowscy wykonali również pozostałe ikony znajdujące się w świątyni. Z pierwotnego kompleksu fresków w cerkwi zachowały się kompozycje przedstawiające Pana Boga Zastępów, Jezusa Chrystusa oraz Matkę Bożą z Dzieciątkiem.